# San Marco d'Alunzio
San Marco d'Alunzio (Sammarcu in siciliano) è un comune italiano di 1 779 abitanti della città metropolitana di Messina in Sicilia.
Fa parte del circuito dei borghi più belli d'Italia. È un comune del Parco dei Nebrodi.

## Geografia fisica

### Territorio
San Marco dista 87 km da Messina ovest e 135 da Palermo est. È situato sulla sommità del Monte Castro a 540 metri s.l.m., ai lati delle vallate dei torrenti Rosmarino e Platanà, con alle spalle la catena montuosa dei Nebrodi.

## Storia
La sua fondazione risale al IV secolo a.C. e durante il periodo di dominazione greca fu un centro fiorente denominato Alontion (Αλοντιον) e batteva moneta propria.
Durante le guerre puniche fu conquistata dai romani, che la proclamarono municipium autonomo, ribattezzandola Haluntium e, in questo periodo, la cittadina conobbe uno sviluppo artistico ed economico di cui esiste ancora testimonianza nei monumenti archeologici e in una vasta letteratura epigrafica. Sarà citata anche da Plinio e dallo stesso Cicerone nel famoso processo contro Verre che si impadronì dei tesori di numerose città siciliane.
Con la caduta dell'Impero romano d'Occidente (nel VI secolo d.C), in un periodo di piena decadenza giunse ad Haluntium una comunità di profughi Bizantini da Sparta, che la chiamarono Demenna, e poi dagli Arabi che circondarono l'abitato di mura e ne fecero il centro amministrativo politico di una vasta zona della Sicilia denominata Val Demone.
Secondo lo storico Ali Ibn al-Athir gli islamici tentarono un primo assedio nel 901 riuscendo l'anno seguente a mettere in fuga gli abitanti. Ma i bizantini riuscirono nuovamente a riprenderla costringendo i musulmani nel 910 a nuove battaglie fino alla sottomissione definitiva.
I Normanni, sconfitti gli arabi, ne fecero il loro centro di governo e la chiamarono San Marco in onore dell'evangelista e in ricordo della prima città conquistata in Calabria. Dall'XI secolo fu dominio di Roberto il Guiscardo degli Altavilla, che la scelse come punto di partenza e come presidio militare per la conquista della Sicilia. In questo periodo fu edificato il monastero delle monache benedettine con l'annessa chiesa del Santissimo Salvatore.
Nel 1061 Roberto il Guiscardo vi fondava il primo castello normanno della Sicilia dedicandolo a San Marco cancellando così la memoria di Demenna, nel tentativo di sradicare il ricordo dell'epoca araba. Nel 1150 il geografo ibn Idris la descrive come: "località prospera, con una fiorente produzione di seta e con un arsenale sulla costa per la costruzione di navigli con i legni tratti dai ricchi boschi dell'entroterra."
Le origini di San Marco d'Alunzio descritte da Tommaso Fazello e Filippo Cluverio sono ulteriormente integrate dall'abate Francesco Sacco che descrive sinteticamente i passaggi di proprietà dei possedimenti.
- La cittadina da Federico III di Sicilia è concessa a Sancio d'Aragona suo figlio naturale.
- Da Sanciolo la proprietà della "Contea di San Marco" passa a Federico d'Aragona suo figlio, confermata dal nonno il sovrano Federico III di Sicilia.
- Federico d'Aragona sposa Giovanna d'Auria, genera Sanciolo d'Aragona e Vinciguerra d'Aragona, i possedimenti sono conferiti a Sanciolo d'Aragona.
- Sanciolo d'Aragona sposa Lucia Palizzi, genera Mattiolo d'Aragona erede delle terre.
- Mattiolo d'Aragona muore senza discendenti, la proprietà è conferita in linea ereditaria allo zio Vinciguerra d'Aragona.
- A Vinciguerra d'Aragona subentra il figlio Federico d'Aragona il Fellone che ne viene privato.
- 2 settembre 1398, Reo di fellonia, Federico d'Aragona è privato dei possedimenti che sono assegnati a Abbo Filangieri Alcaide di Cefalù, Maestro Razionale del Regno per volontà di re Martino I di Sicilia che ne decreta lo scambio con la baronia di Isnello.

Abbo Filangieri e la sua famiglia governarono la città sino alla fine del feudalesimo in Sicilia. Sotto il controllo della famiglia Filingeri, San Marco divenne un centro economicamente e culturalmente ben sviluppato e fu arricchito di molte chiese. Durante il loro governo in città nacquero personalità illustri come Scipione Rebiba, divenuto cardinale, nato appunto da una Filangieri nel quartiere di San Basilio il 3 febbraio 1504, e Girolamo Lanza, eremita e fondatore dei romiti del Monte Pellegrino a cui appartenne il giovane Benedetto Manasseri da San Fratello.
Il 30 luglio 1862 il Consiglio Comunale di San Marco deliberò, per ricordare le antiche origini del centro, di aggiungere al nome San Marco l'appellativo d'Alunzio: San Marco d'Alunzio. Tuttavia nel Regio Decreto di autorizzazione alla modifica (n. 955/1862) fu commesso un errore di trascrizione e il nome divenne San Marco D'Alfonsio; con il successivo Regio decreto n. 4049 del 1867 l'errore fu corretto.
Per un breve periodo, esattamente dal 1929 al 1933, il comune fu soppresso e aggregato a Sant'Agata di Militello.

## Monumenti e luoghi d'interesse

### Architetture religiose
Dell'antica città greca rimangono, nella parte bassa dell'abitato, alcune strutture del Tempio di Ercole. Di impianto bizantino sono la chiesa di San Teodoro, a croce greca, con all'interno decorazioni a stucchi del XVIII secolo, e l'Annunziata, di impianto paleo-cristiano.
Dell'originaria struttura normanna della chiesa del Santissimo Salvatore, del XII secolo, sono rimaste all'interno le colonne, con capitelli in pietra decorati con motivi bizantini a palma. È a croce greca e decorata con disegni geometrici.
Sono pure interessanti la Chiesa madre dedicata a San Nicola di Bari e la Chiesa dell'Aracoeli, edificate in pietra e marmo locale, e numerose chiese con preziosi dipinti, stucchi, affreschi e tele, opera di maestranze locali: chiesa di Sant'Antonio, chiesa di Sant'Agostino, chiesa di San Basilio, chiesa di Santa Maria dei Poveri, chiesa del Casile, chiesa di Gesù e Maria, chiesa di tutti i Santi, chiesa dei Quaranta martiri, chiesa di San Giuseppe, chiesa di San Giovanni, convento dei Padri Cappuccini, monastero delle Benedettine.

### Architetture civili
Di particolare interesse i ruderi del castello normanno e i reperti archeologici di vari periodi (greco, romano, bizantino, arabo, normanno, aragonese), conservati al Museo Comunale San Teodoro e al Museo Parrocchiale San Giuseppe.

### Scavi
Presso lo spiazzo all'ingresso del paese, vicino al bassorilievo (detto piano Gebbia), è stata trovata una necropoli di epoca ellenistica con tomba a fossa e inumazione (IV-II secolo a.C.) tutte dotate di corredo funebre. In una di esse venne trovato un kottabos di bronzo della metà del III secolo a.C. oggi conservato nel locale museo bizantino e normanno.

## Società

### Evoluzione demografica
Abitanti censiti

### Tradizioni e folclore
- Terza domenica di gennaio: festa di Sant'Antonio abate e benedizione degli animali;
- Ultimo venerdì di marzo: festa del Crocifisso di Aracoeli e processione con gli incappucciati Babbaluti;
- 2 giugno: giornata medioevale
- 31 luglio: festa dei Santi Patroni Marco e Nicola;
- 2 agosto: festa di San Basilio e processione avanti e indietro con torce di basilico;
- 15 agosto: palio dell'Assunta con sfilata di costumi medioevali;
- Periodo natalizio: tradizionale novena natalizia con canti dialettali e giro per le case di Gesù Bambino visitusu.

## Cultura

### Cinema
- Volevo gli occhi blu (2008), regia di Francesco Lama con Nino Frassica e Tony Sperandeo[9]
- Abbraccialo per me (2016), regia di Vittorio Sindoni con Moisé Curia[10]

## Amministrazione
Di seguito è presentata una tabella relativa alle amministrazioni che si sono succedute in questo comune.
| Periodo          | Periodo         | Primo cittadino        | Partito              | Carica  | Note   |
| ---------------- | --------------- | ---------------------- | -------------------- | ------- | ------ |
| 4 giugno 1985    | 26 maggio 1990  | Amedeo Basilio Arcodia | Democrazia Cristiana | Sindaco | [ 11 ] |
| 26 maggio 1990   | 18 gennaio 1993 | Amedeo Basilio Arcodia | Democrazia Cristiana | Sindaco | [ 11 ] |
| 18 gennaio 1993  | 13 giugno 1994  | Salvatore Latino       | Democrazia Cristiana | Sindaco | [ 11 ] |
| 16 giugno 1994   | 25 maggio 1998  | Celestino Santo Priola | lista civica         | Sindaco | [ 11 ] |
| 25 maggio 1998   | 16 giugno 1999  | Giuseppe Duodeci       | lista civica         | Sindaco | [ 11 ] |
| 27 novembre 2000 | 13 giugno 2006  | Celestino Santo Priola | lista civica         | Sindaco | [ 11 ] |
| 13 giugno 2006   | 31 maggio 2011  | Amedeo Basilio Arcodia | lista civica         | Sindaco | [ 11 ] |
| 31 maggio 2011   | 5 giugno 2016   | Amedeo Basilio Arcodia | lista civica         | Sindaco | [ 11 ] |
| 5 giugno 2016    | 11 ottobre 2021 | Dino Castrovinci       | lista civica         | Sindaco | [ 11 ] |
| 11 ottobre 2021  | in carica       | Filippo Miracula       | lista civica         | Sindaco | [ 11 ] |

### Gemellaggi
- Gagliano Castelferrato, dal 2011

### Altre informazioni amministrative
Il comune di San Marco d'Alunzio fa parte delle seguenti organizzazioni sovracomunali: regione agraria n.8 (Colline litoranee di Patti).

## Galleria d'immagini

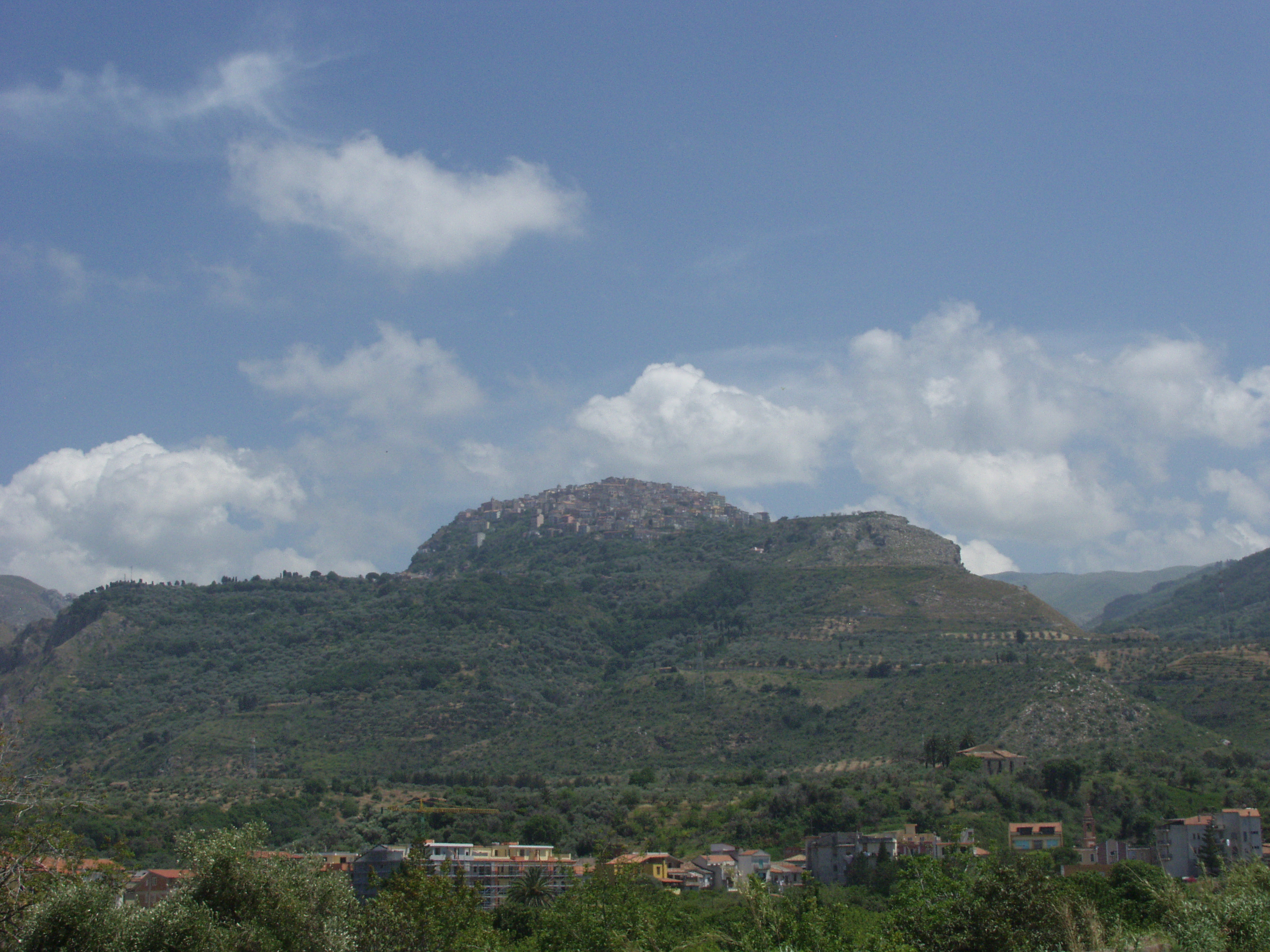
San Marco d'Alunzio arroccato su una collina dei monti Nebrodi
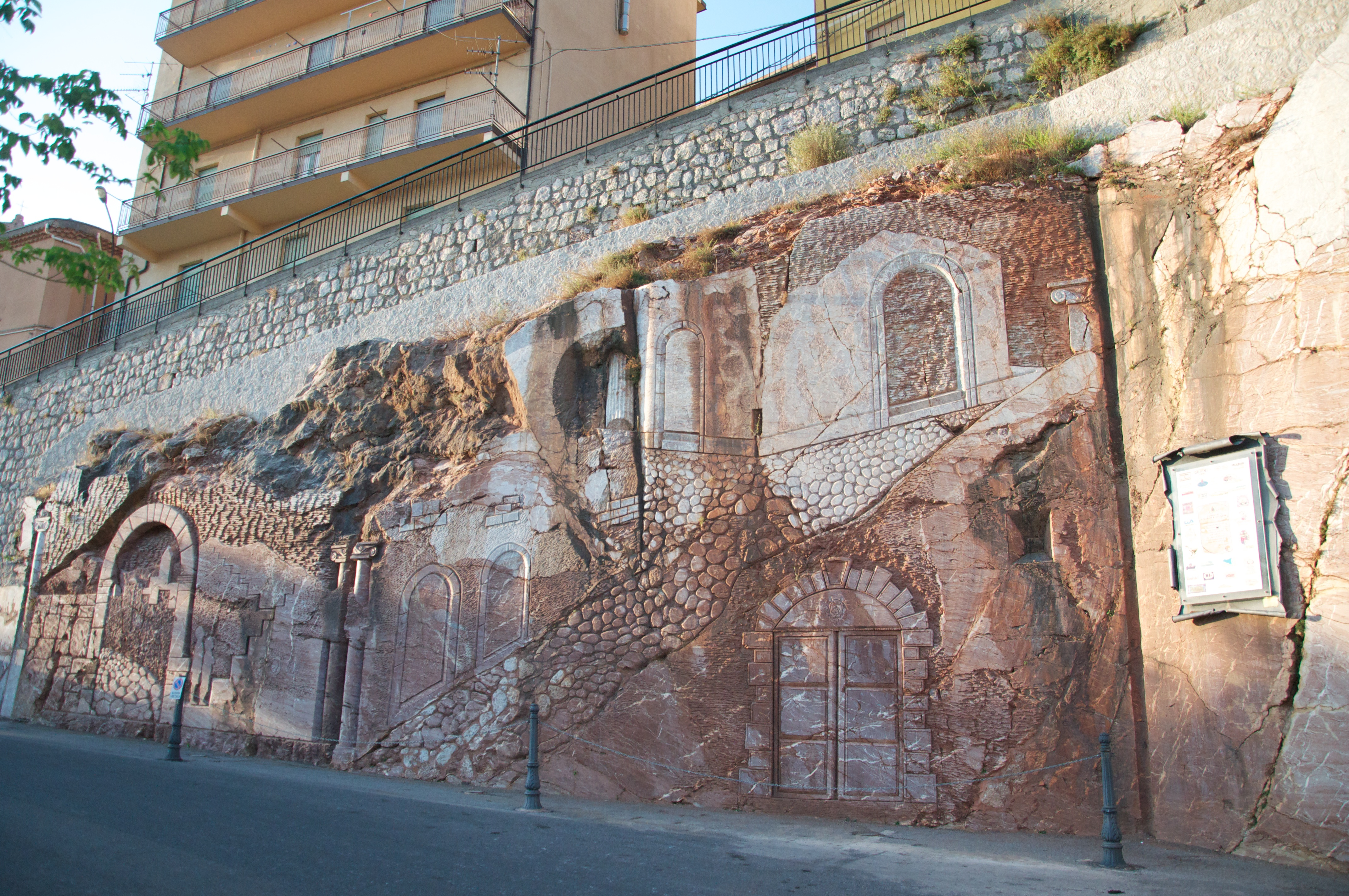
Parete rocciosa scolpita in via Aluntina
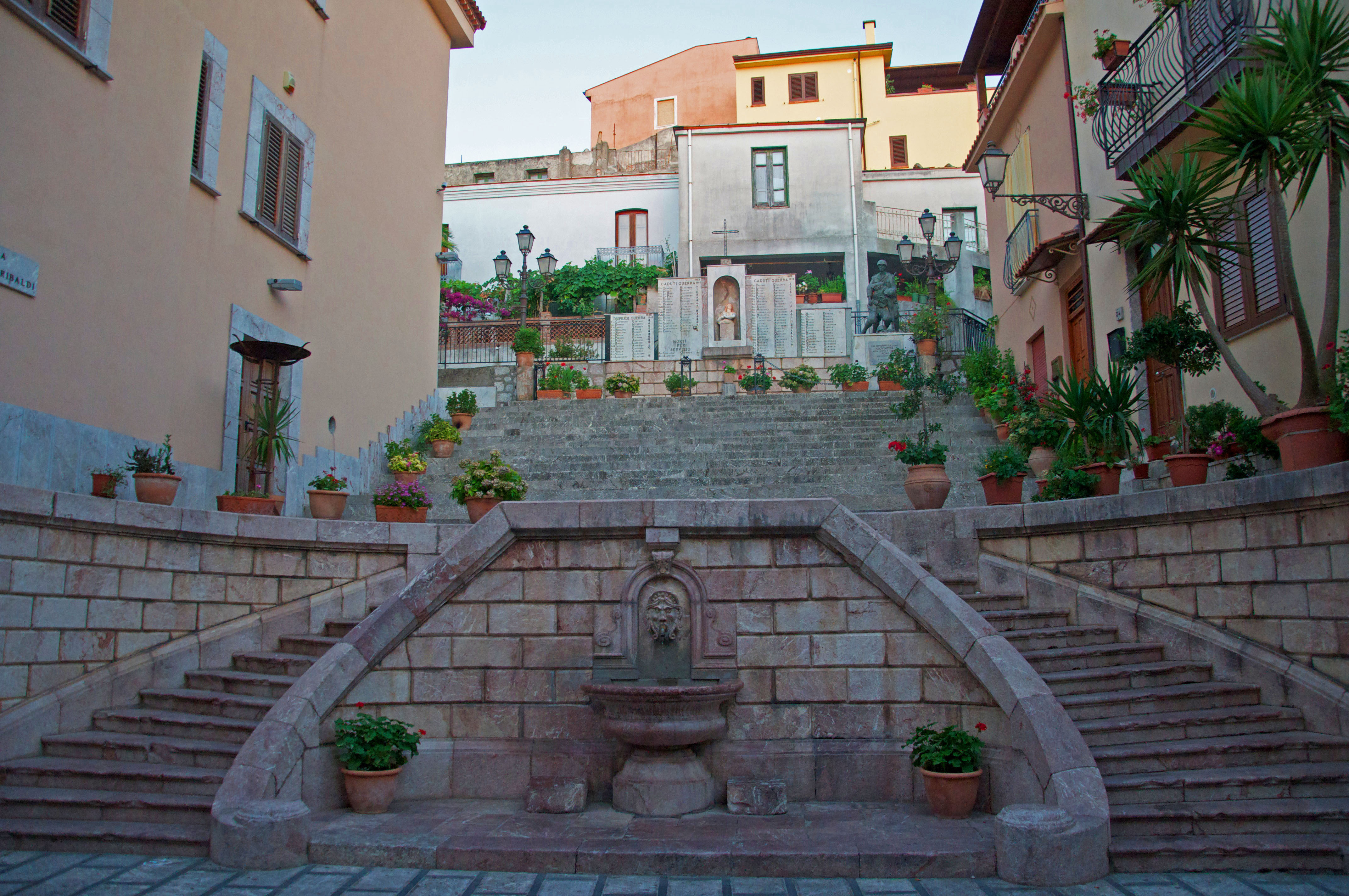
Fontana scolpita in Piazza Aluntina
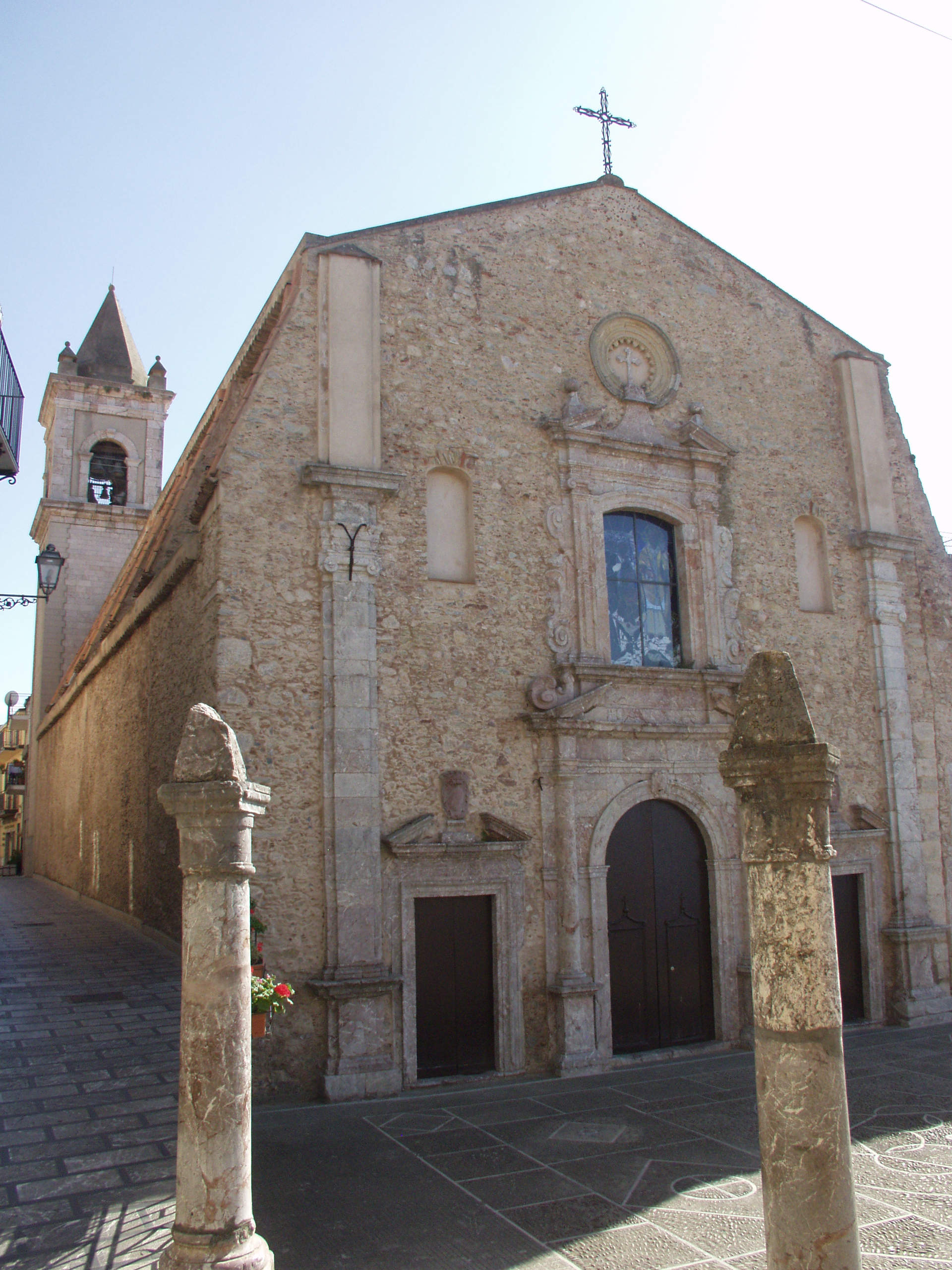
Prospetto principale della Chiesa madre
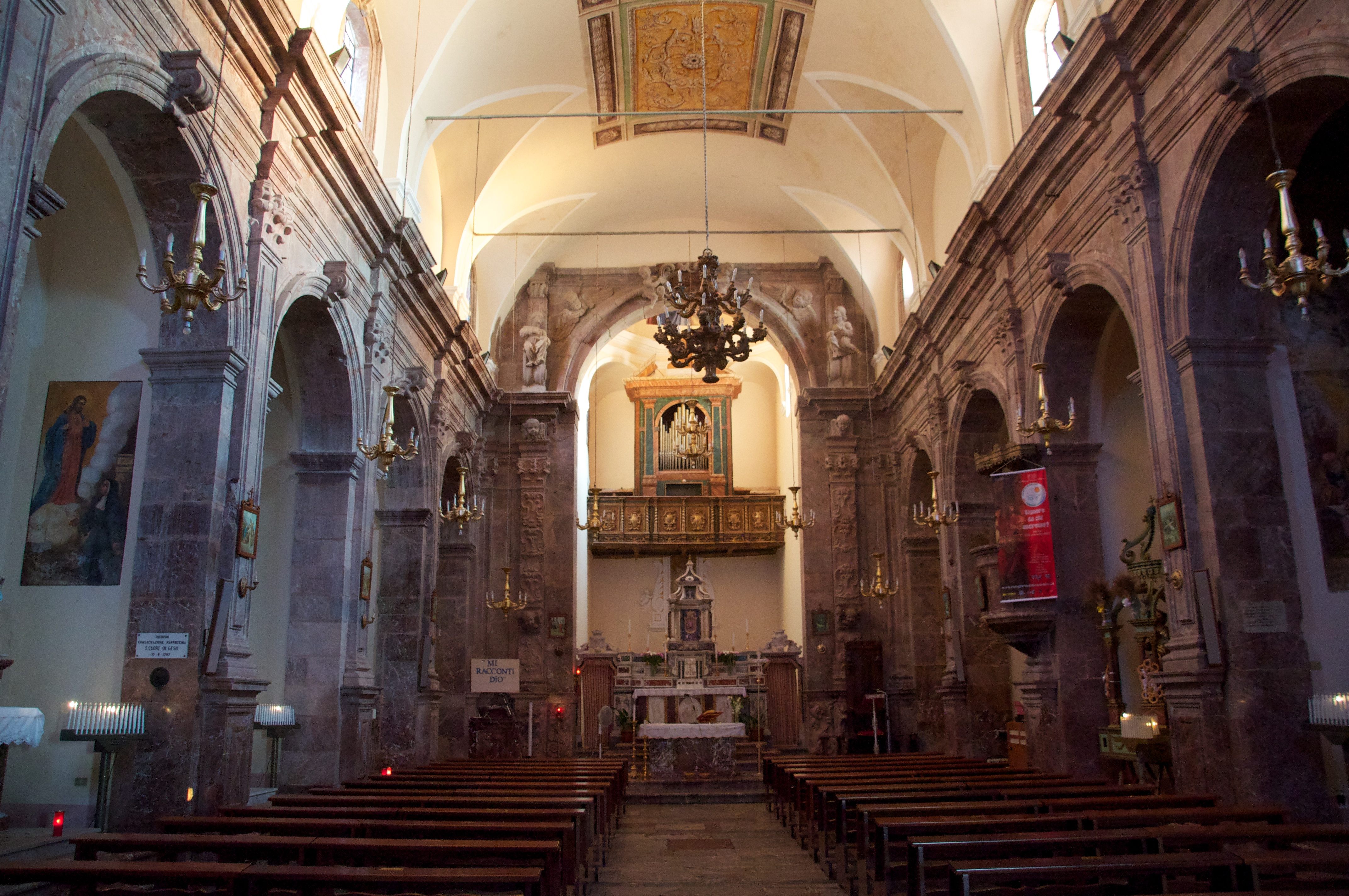
Interno della Chiesa madre
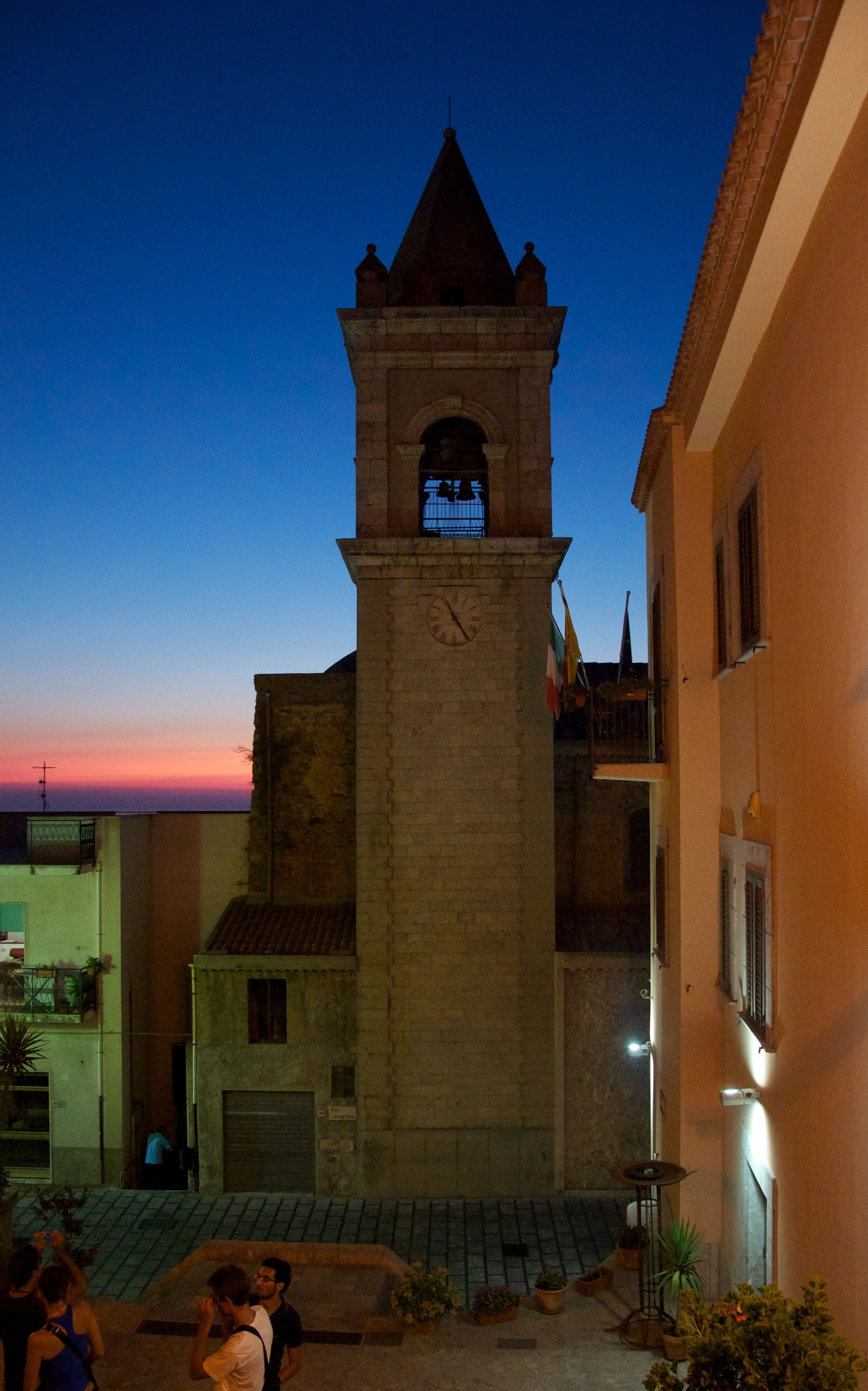
Il campanile della Chiesa Madre
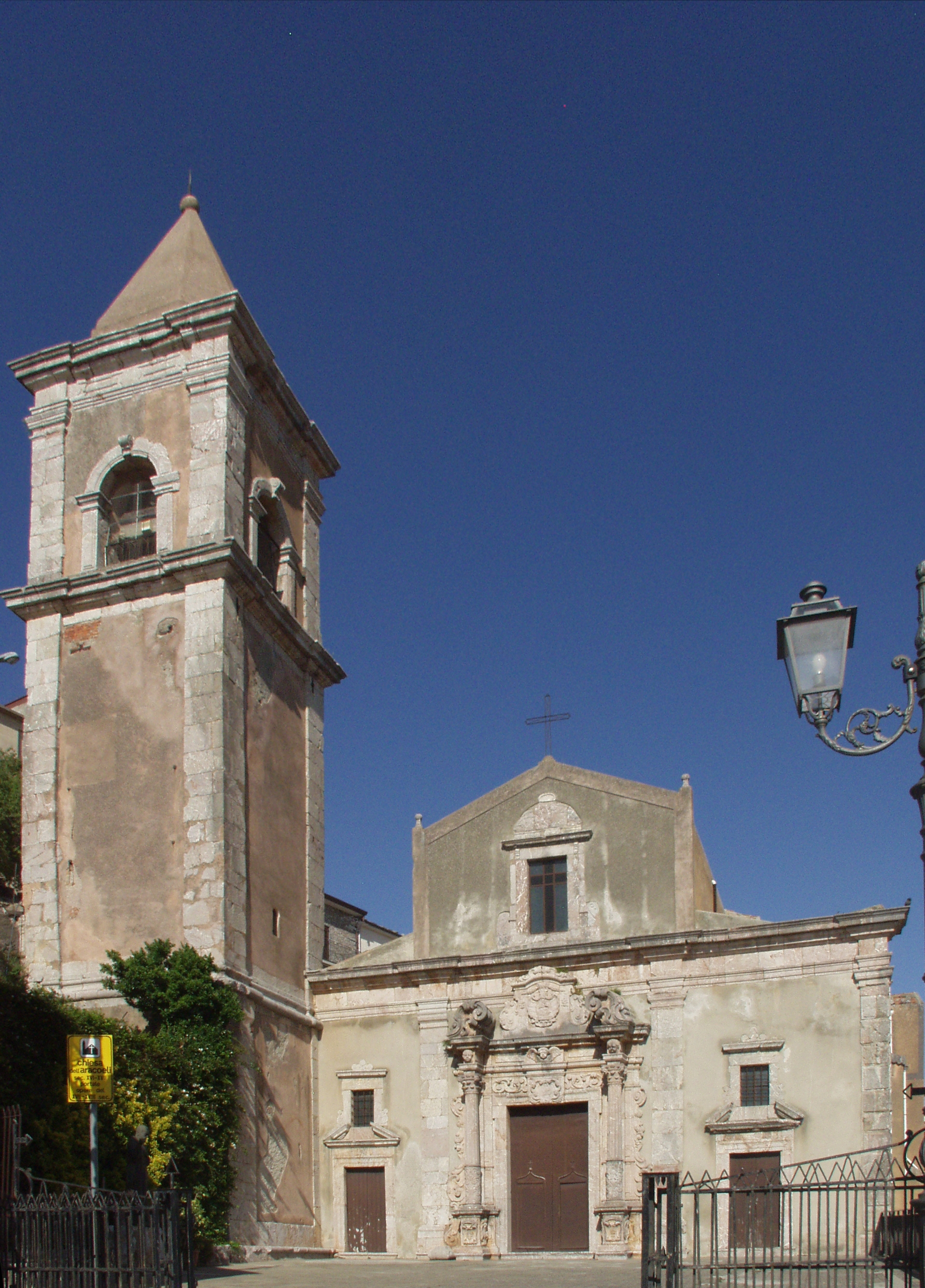
Chiesa Maria SS. di Aracoeli
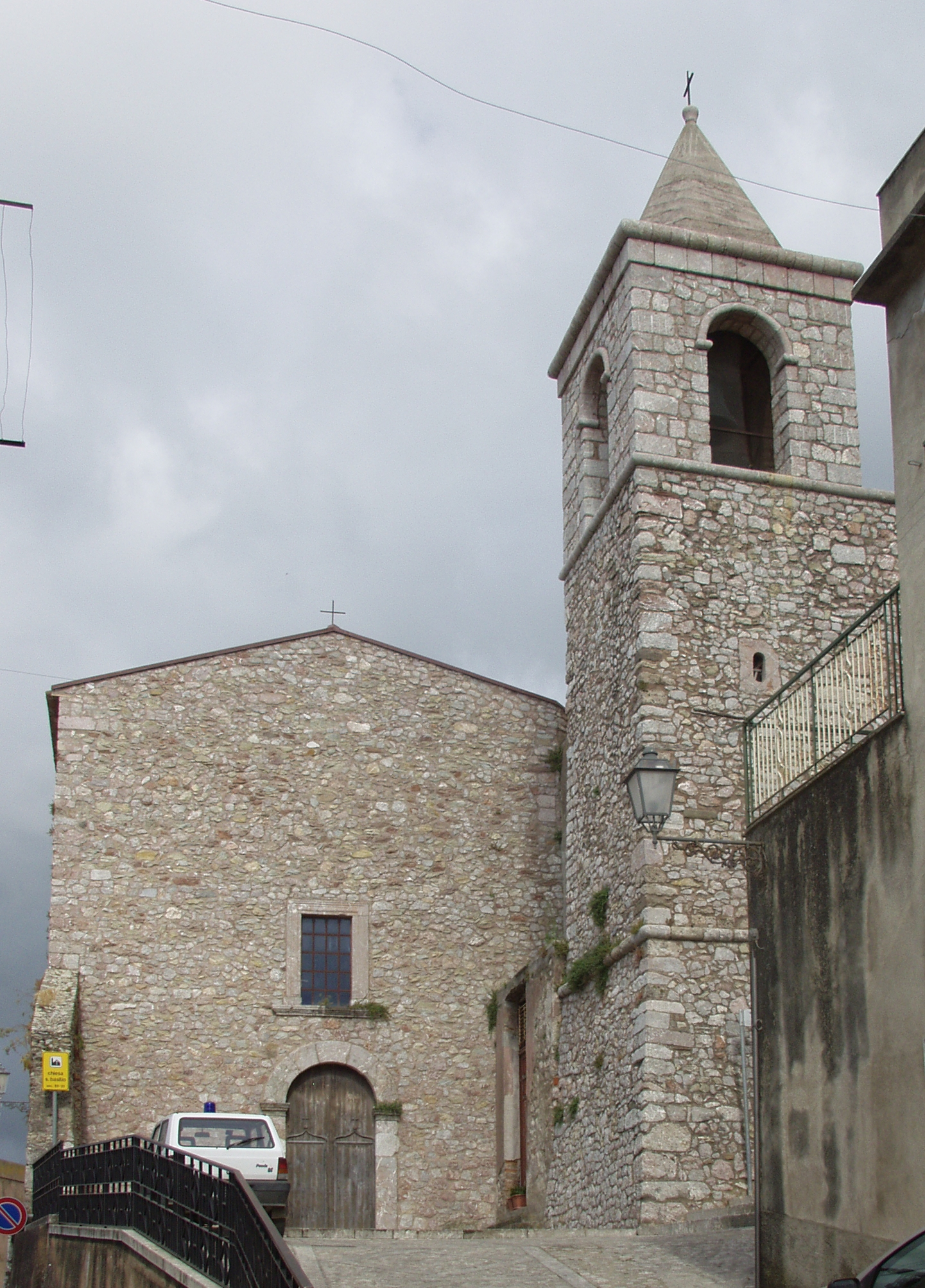
Chiesa di San Basilio
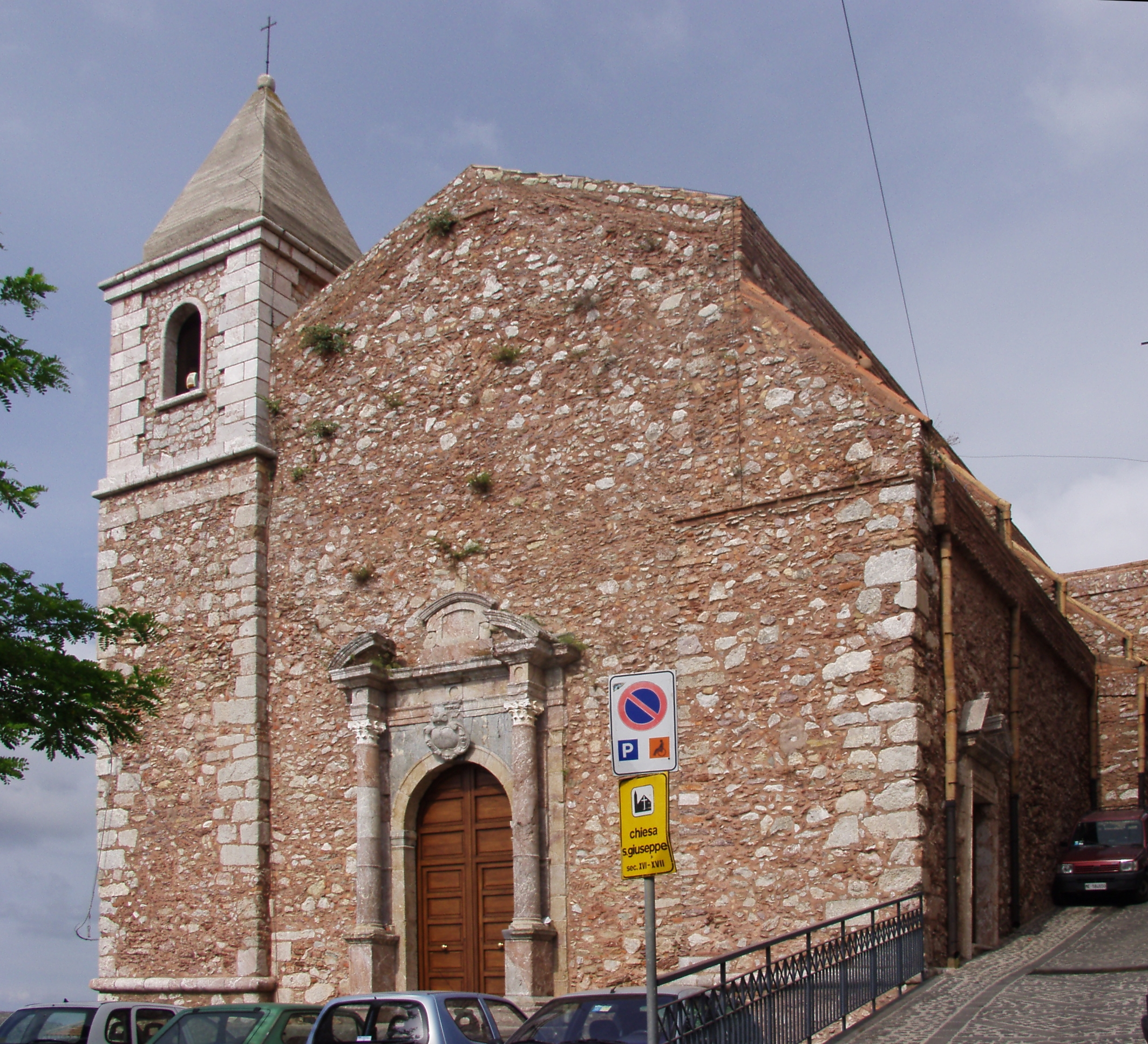
Chiesa di San Giuseppe sede del Museo parrocchiale
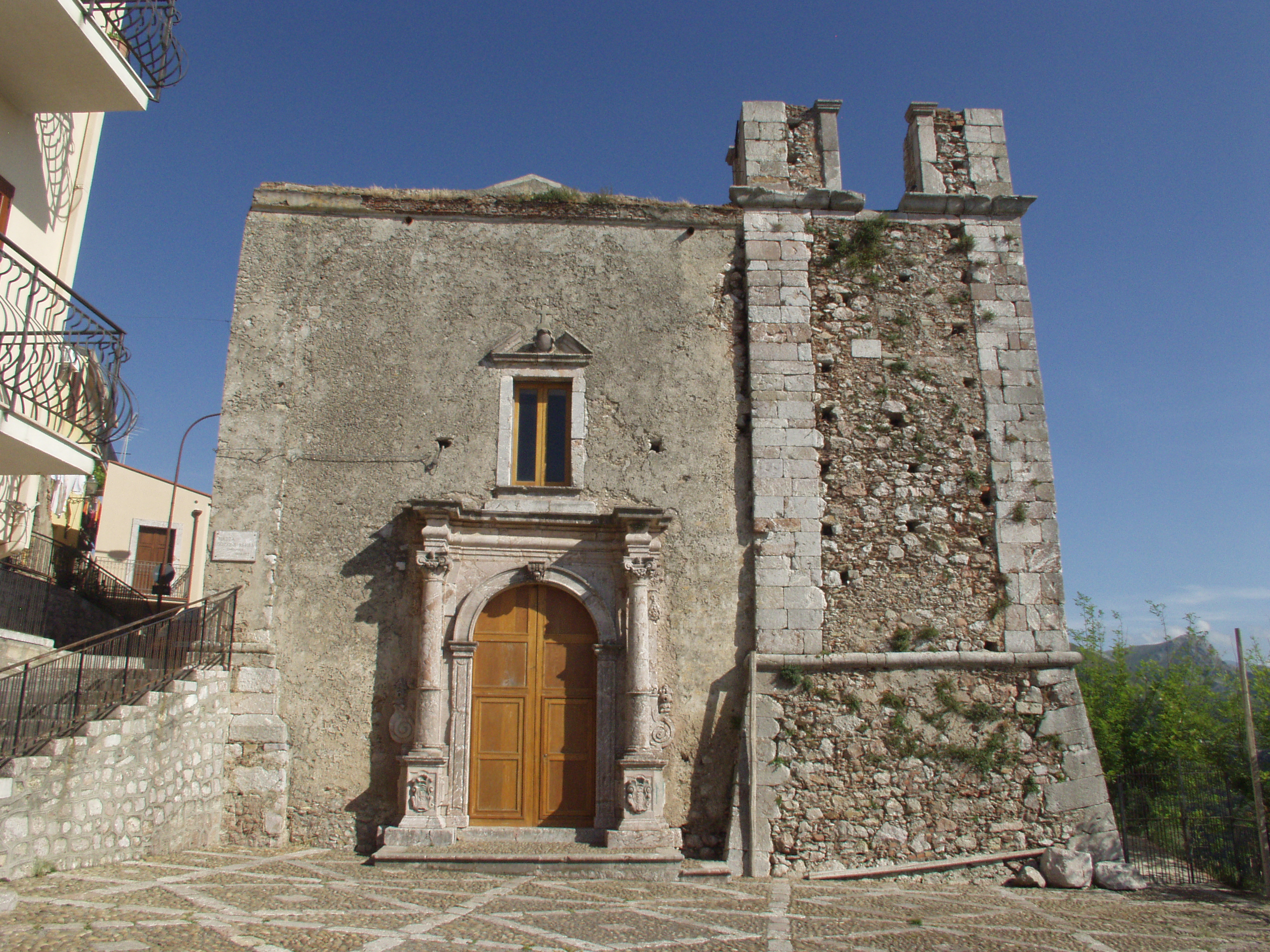
La Chiesa di Santa Maria dei Poveri nella piazza cardinale Scipione Rebiba
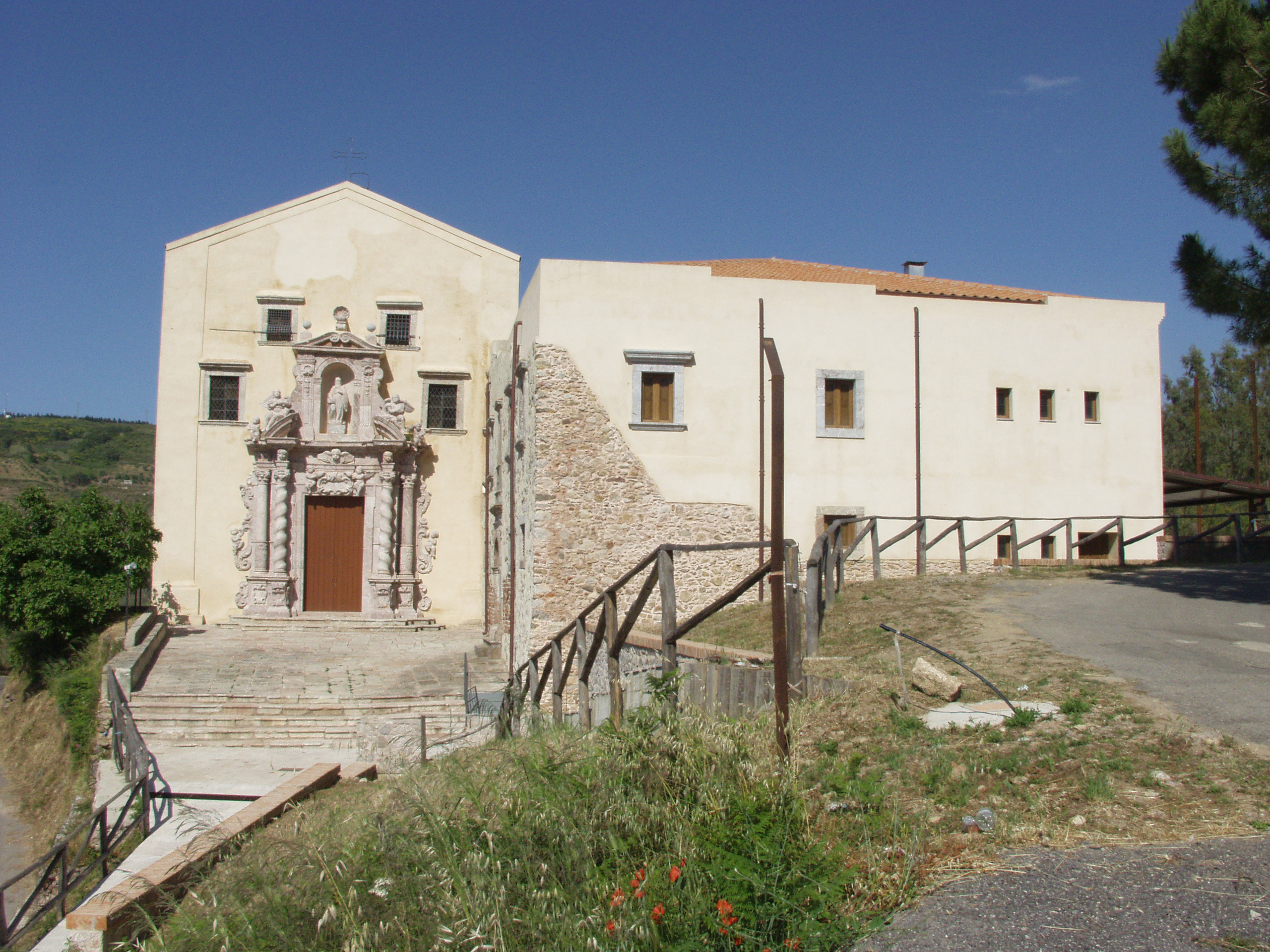
Il monastero benedettino del SS.mo Salvatore
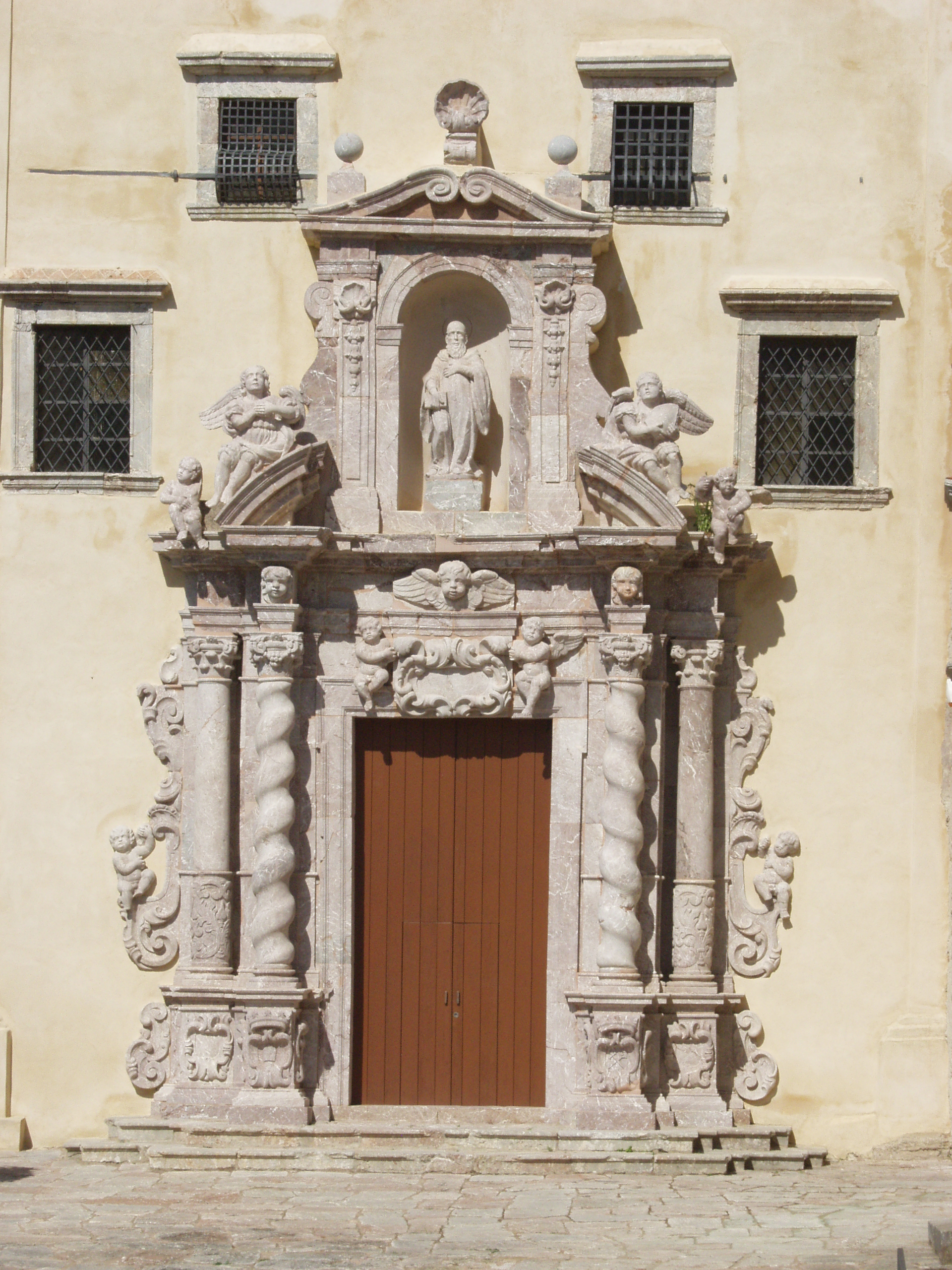
Portale della Chiesa benedettina del SS.mo Salvatore
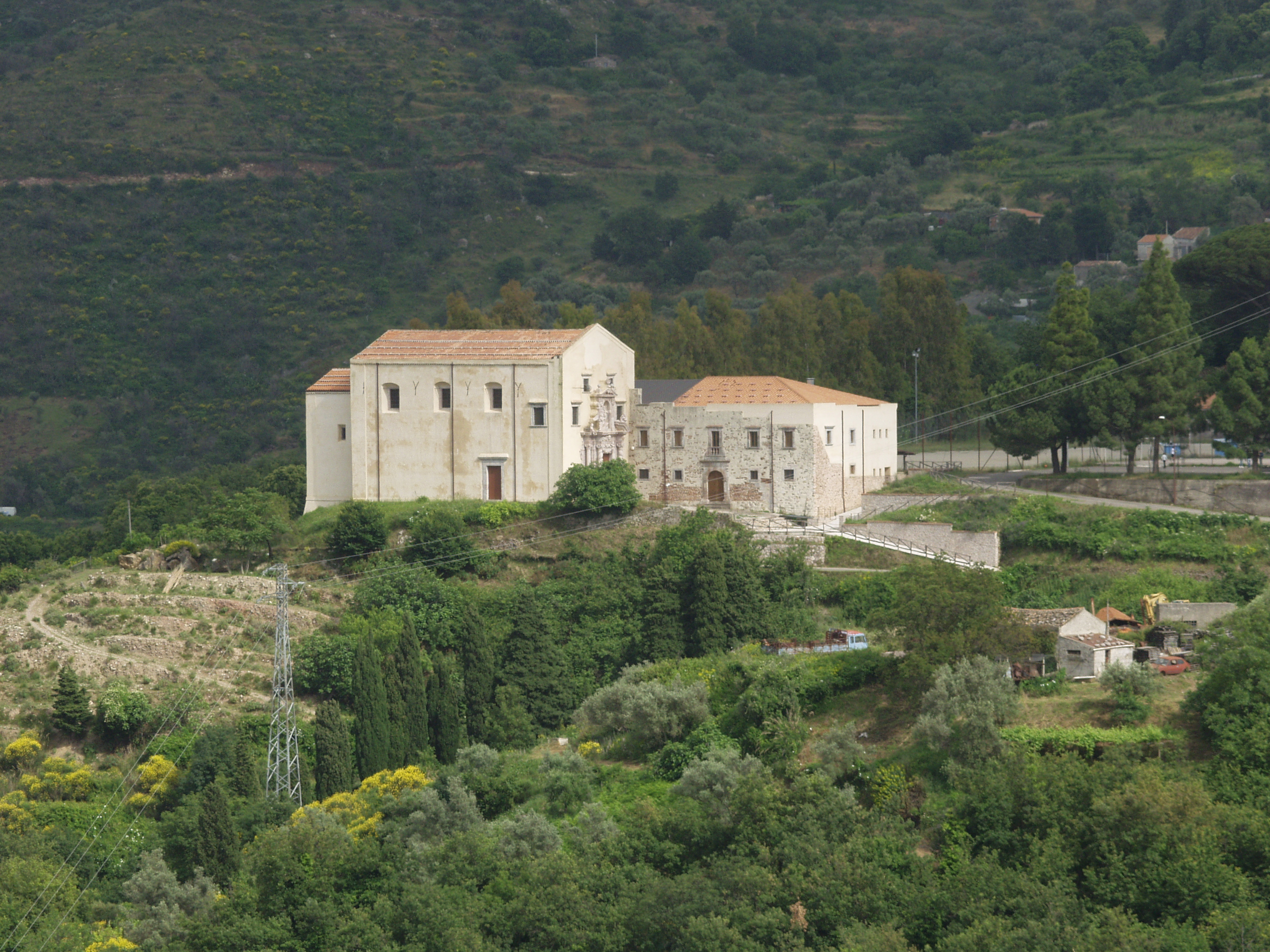
Veduta del complesso benedettino del SS.mo Salvatore